# الأمين العام لمنظمة الدول الأمريكية
الأمين العام لمنظمة الدول الأمريكية هو أعلى منصب داخل منظمة الدول الأمريكية.
وفقًا لميثاق منظمة الدول الأمريكية:
«يتولى الأمين العام توجيه الأمانة العامة، ويكون الممثل القانوني لها، و [...] يكون مسؤولاً أمام الجمعية العامة عن التنفيذ الصحيح لالتزامات ووظائف الأمانة العامة.
ينتخب الأمين العام للمنظمة من قبل الجمعية العامة لمدة خمس سنوات ولا يجوز إعادة انتخابه أكثر من مرة أو أن يخلفه شخص من نفس الجنسية. في حالة خلو منصب الأمين العام، يتولى الأمين العام المساعد مهامه إلى أن تنتخب الجمعية العامة أمينًا عامًا جديدًا لولاية كاملة.
يجوز للأمين العام أو من ينوب عنه المشاركة ولكن بدون تصويت في جميع اجتماعات المنظمة.
يجوز للأمين العام أن يوجه انتباه الجمعية العامة أو المجلس الدائم إلى أية مسألة يرى أنها قد تهدد السلام والأمن في نصف الكرة الأرضية أو تنمية الدول الأعضاء.»

## الأمناء العامون لمنظمة الدول الأمريكية
| No. | اسم                       | دولة             | مدة المنصب                                                                  |
| --- | ------------------------- | ---------------- | --------------------------------------------------------------------------- |
| 1   | ألبيرتو ليراس كامارجو     | كولومبيا         | 1948-1954                                                                   |
| 2   | كارلوس دافيلا             | تشيلي            | 1954-19 أكتوبر 1955 مات في المنصب                                           |
| 3   | خوسيه أنطونيو مورا        | أوروغواي         | 1956-1968                                                                   |
| 4   | جالو بلازا                | الإكوادور        | 1968-1975                                                                   |
| 5   | أليخاندرو أورفيلا         | الأرجنتين        | 1975-1984                                                                   |
| 6   | جواو كليمنتي باينا سواريس | البرازيل         | 1984-1994                                                                   |
| 7   | سيزار جافيريا             | كولومبيا         | 1994-2004 أعيد انتخابه لولاية ثانية في الجمعية العامة 1999                  |
| 8   | ميغيل أنخيل رودريغيز      | كوستاريكا        | 15 سبتمبر 2004 - 15 أكتوبر 2004 استقال                                      |
| -   | لويجي إيناودي             | الولايات المتحدة | 15 أكتوبر 2004-26 مايو 2005 (بالوكالة)                                      |
| 9   | خوسيه ميغيل إنسولزا       | تشيلي            | 26 مايو 2005-26 مايو 2015 انتخب في 2 مايو 2005 أعيد انتخابه في 24 مارس 2010 |
| 10  | لويس الماغرو              | الأوروغواي       | 26 مايو 2015 - حتى الآن                                                     |

## الأمناء العامون المساعدون لمنظمة الدول الأمريكية
- وليام مانجر (الولايات المتحدة) (1948-1958)
- وليام ساندرز (الولايات المتحدة) (1958-1968)
- رافائيل أوركيا (السلفادور) (1968-1975)
- خورخي لويس زيلايا كورونادو (غواتيمالا) (1975-1980)
- فال ماك كومي (باربادوس) (1980-1990)
- كريستوفر آر توماس (ترينيداد وتوباغو) (1990-2000)
- لويجي إيناودي (الولايات المتحدة) (2000 - يوليو 2005)
- ألبرت رامدين (سورينام) (19 يوليو 2005 - 2015)
- نيستور مينديز (بليز) (17 يوليو 2015 [1] - الآن)